# المعاهدة الأنجلو عراقية (1948)
المعاهدة الإنجليزية العراقية أو معاهدة پورتسموث، هي معاهدة بين المملكة العراقية والمملكة المتحدة جرى التوقيع عليها في بورتسموث، انجلترا في 15 يناير 1948م. وكانت تنقيحا للمعاهدة الإنجليزية العراقية (1930م).
بعد الحرب العالمية الثانية وجدت بريطانيا نفسها في وضع جديد في الشرق الأوسط وأصبحت تابعة اقتصاديا للولايات المتحدة فكانت تفكر في علاقات خاصة مع الشرق الأوسط لاسيما العراق، وفي تلك الفترة كانت الحكومة العراقية الضعيفة والمتحالفة مع بريطانيا تسعى إلى الحفاظ على علاقاتها المتميزة معها. عملت بريطانيا على إبرام معاهدة تضمن لها الكثير من الامتيازات في العراق والشرق والأوسط فعمدت بعد استقالة وزارة أرشد العمري إلى إسناد الوزارة الجديدة إلى نوري السعيد ليفتح الطريق أمام صالح جبر الذي تسلم الوزارة في تلك الفترة ليقوم بتنفيذ السياسة المرسومة من قبلها.

## الخلفية
بعد استقالة وزارة أرشد العمري أصرت بريطانيا أن تسند الوزارة الجديدة إلى نوري السعيد. كانت الأهداف المرسومة لنوري من قبل الإدارة البريطانية هي الضمان المقدم لبقائه في الوزارة رغم المعارضة الشديدة لسياسته الداخلية في البلاد ومن بين تلك الأهداف القضاء على جميع معارضي الاحتلال البريطاني وتوجيه الضربات الشديدة إلى رافضي الهيمنة البريطانية ومشاريعها في العراق. وقد حقق نوري السعيد كل المهمات التي جاء من أجلها إلى الحكم.
ولما كانت معاهدة حزيران 1930 تنتهي في عام 1957، فقد سعت الحكومة البريطانية بعد نهاية الحرب العالمية الثانية إلى استبدالها معاهدة توطد لتسهيلات عسكرية في حال حدوث أي مشاكل في إيران أو الخليج العربي.
ولما لم يتقبل الشارع العراقي إبرام معاهدة مع المحتل ورفضتها القوى والحركات السياسية والدينية طلبت بريطانيا من نوري سعيد تقديم استقالته وإيكال المهمة إلى صالح جبر.
قوبلت حكومة صالح جبر بمعارضة شاملة من جميع أطراف الحركة الوطنية، وبدأت الحكومة بشكل مخطط أضعاف مقاومة الحركة الوطنية التي تشكل قوة معارضة لتنفيذ مشاريعها. فأغلقت الصحف الوطنية، ونفذ حكم الأعدام في 19 حزيران 1947 بحق الضباط الكرد الأربعة الذين التحقوا بحركة البارزاني، وحكم على قادة الحزب الشيوعي العراقي بالإعدام في الشهر ذاته واعتقل العديد من القادة السياسين وأغلقت الصحف الوطنية وغيرها من اساليب الحكومات الجائرة.
وفي تلك الظروف العصيبة التي عاشها الشعب، شرعت حكومة صالح جبر بفتح باب المفاوضات مع بريطانيا لتعديل معاهدة 1930 التي طالما طالب الشعب بإلغائها وحاولت الحكومة التعتيم على المعاهدة وإظهار الإيجابي منها فقط إلا أن ذلك لم يمنع من انطلاق التظاهرات العديدة الرافضة لها.

## تصريحاتفاضل الجماليكانت الشرارة الأولى
صُدم الشعب بما نشرته وكالات الأنباء في 6 كانون الثاني / 1948 بتصريحات فاضل الجمالي عضو الوفد العراقي المفاوض في لندن والتي جاء فيها إن الحكومة على وشك أن توقع معاهدة جديدة مع الحكومة البريطانية وإن هذه المعاهدة ستلاقي رضى واستحسان الشعب العراقي، وأصبح الأمر حديث الشعب كله لأنه يدرك إن عقد معاهدة جديدة في ظروف شاذة ومن قبل وزارة لا تستند إلى ثقة الشعب لابد أن تكون مجحفة بحقوق العراق وسيادته. أثارت هذه التصريحات إستنكار جميع الأحزاب والقوى الوطنية التي تظم الحزب الشيوعي العراقي والحزب الوطني الديمقراطي وحزب الشعب والحزب الديمقراطي الكردستاني وغيرهم وصار هناك احتمال الأضراب العام والتعبير المكشوف بالتظاهرات هو الخيار الوحيد المطروح لألغاء تلك المعاهدة. وشكلت الأحزاب المذكورة فيما بينها لجنة سميت بلجنة التعاون الوطني استعدادا" لمواجهة الأوضاع المقبلة.
وهنا جاء هدير الطلبة الأكثر حماسا" وتضحية ليطارد الصمت ويلاحق ملف المعاهدة فخرج طلبة الكليات والمعاهد بتظاهرة سلمية تعبيرا" عن شعورهم الوطني وإستنكارا" لتصريحات فاضل الجمالي فأستعملت السلطة منتهى القسوة والأهانات ضدهم لكبت شعورهم وأوقفت عددا" كبيرا" منهم وعطلت الدراسة في جميع الكليات مما أثار إستنكار جميع القوى الوطنية.

## المفاوضات
محادثات صالح جبر وفاضل الجمالي في ميناء بورتسموث في بريطانيا مع وزير خارجية بريطانيا إرنست بيڤن.
في كانون الثاني (يناير) من عام 1948 سافر رئيس الوزراء العراقي صالح جبر ووزير الخارجية فاضل الجمالي الي ميناء بورتسموث في إنجلترا لتجديد معاهدة 1930 وجرت المحادثات في جو عاصف رغم ان بيفن كان من حزب العمال وينتمي الي عائلة عمالية وكان يسود المحادثات جو من الشد والجذب وكان الجمالي يقوم بالترجمة لرئيس الوزراء صالح جبر وتعقدت المفاوضات لأن الوفد العراقي كان متمسكا بحقوق العراق وهنا قال بيفن للوفد العراقي... انصتوا... إننا سننسحب من مواقعنا في فلسطين في شهر ايار (مايو) فارسلوا جيشكم لاحتلال مواقع جيشنا البريطاني في فلسطين. فقال له صالح جبر وايده الجمالي... ان جيشنا لا يملك أسلحة تساعده علي القتال... فقال لهم بيفن. سنرسل لكم الاسلحة المطلوبة لتسليح جيشكم.

## نظرية مؤامرة حول ضياع فلسطين
وكان المخبرون اليهود الذين يعملون في وزارة الخارجية البريطانية وفي وزارة المستعمرات يسربون أخبار المباحثات بين الوفد العراقي ووزير الخارجية بيفن أولا باول واجتمع زعماء اليهود وتدارسوا الامر واتفقوا على ان احلال الجيش العراقي مكان الجيش البريطاني في شهر ايار (مايو) بعد انسحاب الجيش البريطاني سيعني عدم قيام إسرائيل لان الجيش العراقي قوي الشكيمة ومحارب شجاع فارسلوا بعض اليهود الي لندن لشراء عملة عراقية فئة 100 دينار ومن فئة 10 دنانير بكميات كبيرة وارسالها الي بغداد وكانت المظاهرات الشعبية تعم شوارع بغداد ضد قرار تقسيم فلسطين وراح اليهود يوزعون الدنانير العراقية علي الصحف وعلي رؤساء الاحزاب السياسية لكي تستمر المظاهرات ضد المعاهدة بدعوى ان فيها اجحافا بحقوق الشعب العراقي وتحولت المظاهرات من قضية فلسطين الي اسقاط معاهدة بورتسموث.[2]

## كيف تم التوقيع على المعاهدة الجديدة؟
في 15 كانون الثاني وفي تكتم مريب تم التوقيع على المعاهدة الجديدة والتي سميت بمعاهدة بورتسموث في ميناء بورتسموث البريطاني وعلى البارجة البريطانية فكتوريا، من قبل الوفدين العراقي والبريطاني حيث قضى الوفد العراقي يوما«بهيجا» في ضيافة الأسطول البريطاني.
وكانت تنص على السماح للجيوش البريطانية بدخول العراق كلما اشتبكت في حرب مع الشرق الأوسط (إيران) وكذلك حتمت المعاهدة ان يمد العراق هذه الجيوش بكل التسهيلات والمساعدات في أراضيه ومياهه وأجوائه.
اشترط صالح جبر أن تكون جميع التأسيسات العسكرية الموجودة بالبصرة والتي كان تعود إلى بريطانيا في تلك الفترة ملكا للحكومة العراقية علاوة على اطلاق يد العراق للتصرف في المرافق الحيوية المهمة كالسكك الحديد والميناء، وأن يتم إلغاء معاهدة عام 1930، على أن يكون توقيع المعاهدة في حال الموافقة عليها بأعلى مستوى سياسي بين البلدين، أي من قبل رئيس حكومة العراق ورئيس حكومة بريطانيا وليس المندوب السامي أو أي ممثل آخر للحكومة البريطانية وأصر على شروطه.
وكان صالح بيك جبر قد بعث بمسودة المعاهدة قبل توقيعها باللغة الإنكليزية الي وكيل رئيس الوزراء ووزير العدل جمال بابان يطلب فيها ان لا تنشر في الصحف الا بعد ترجمتها الي العربية واعادتها للاطلاع على صيغة الترجمة الا ان بابان نشر المعاهدة يوم 16 قبل ترجمتها لاسيما وان الصحف البريطانية كانت قد نشرتها.
نشرت نصوص المعاهدة التي جوبهت بانتقادات شديدة من جميع القوى الوطنية في اليوم الثاني، وجاء مضمونها كما توقعه الشعب، إذ حتمت هذه المعاهدة على العراق أن يسمح للجيوش البريطانية بدخول أراضيه كلما أشتبكت في حرب في الشرق الأوسط، كما وحتمت أن يمد العراق هذه الجيوش بكل التسهيلات والمساعدات في أراضيه ومياهه وأجوائه.
أصبحت الأجواء متوترة وكل شيء يدعو للتأمل، أضرب طلاب الكليات والمعاهد استنكارا«لتلك المعاهدة الجائرة ورافق ذلك تظاهرات صاخبة طافت شوارع بغداد متحدية قرارات الحكومة بمنعها وحصلت مناوشات وأشتباكات مع الشرطة مما بعث الحماسة لدى جماهير الشعب خصوصا» بعد أن راح وزير الداخلية يهدد ويتوعد الجماهير ببيانات متتالية.

## الأيام اللاحقة مُثقلة بالأحداث
الشرطة ما زالت تطوق الشوارع مدججة بأسلحتها وتلقيها الأوامر بإطلاق النار وملاحقة المتظاهرين ومصادرة الصحف الوطنية، المحال التجارية والمقاهي والحوانيت تغلق أبوابها أستشهاد الطالب شمران علوان وجرح العديد من الطلبة، أستقالة الهيئة التدريسية لكلية الطب بسبب مقتل طالب آخر أمام مبنى الكلية واحتجاز بعض أساتذة الكليات وبعض الصحفيين بأمر من وزير الداخلية. وكرد فعل لذلك عمت التظاهرات جميع محافظات الوطن وتحرج الموقف في بغداد.
وبعد ان تأزمت الأمور دعى الأمير الوصي عبد الإله إلى اجتماع في البلاط الملكي حضره قرابة خمسة وعشرون سياسيا كان في مقدمتهم السيد محمد الصدر وجميل المدفعي وحكمة سليمان وحمدي الباجه جي وأرشد العمري ونصرة الفارسي وجعفر حمندي ومحمد رضا الشبيبي وعبد العزيز القصاب وصادق البصام ومحمد مهدي كبة وكامل الجادرجي وعلي ممتاز الدفتري ونقيب المحامين نجيب الراوي إضافة الي هيئة الوزارة ورئيس الوزراء بالوكالة جمال بابان وقد دافع البعض عن الاتفاقية وشجبوا الاضرابات والمظاهرات واسندوها إلى الحزب الشيوعي، ثم صدر بيان في ختام الاجتماع جاء فيه ان المجتمعين وقد استعرضوا المعاهدة العراقية البريطانية واكدوا ضرورة رفضها وقالوا انها لاتحقق أماني البلاد وليست اداة صالحة لتوطيد دعائم الصداقة بين البلدين وان الوصي وولي العهد يعد الشعب بانه سوف لاتبرم اية معاهدة لاتضمن حقوق البلاد وامانيها الوطنية، وقد قوبل هذا البيان بسرور بالغ من مختلف الاوساط الشعبية والاحزاب السياسية كما تبع ذلك اطلاق سراح المعتقلين وكذلك السماح للصحف التي تعطلت بالصدور من جديد، وفي اليوم التالي لاجتماع البلاط ادلى صالح بيك جبر رئيس الوزراء بتصريح من لندن اعرب فيه عن امله بان البرلمان العراقي والشعب سيجدان في المعاهدة ما يحقق الأماني القومية تحقيقا كاملا وقال ان بعض العناصر الهدامة من الشيوعيين والنازيين استغلت فرصة غيابه واحدثت القلاقل في البلاد وانه سيعود فورا الي العراق وسيسحق رؤوس هذه العناصر الفوضوية حتما، إلا ان هذا التصريح الذي ادلى به اثار الراي العام في العراق وعادت المظاهرات من جديد وتصاعدت يوم 26 كانون الثاني عام 1948 وهو اليوم الذي عاد به صالح بيك جبر من لندن حيث هبطت طائرته في مطار الحبانية ومن هناك وصل إلى بغداد بحماية قوية اتجه فورا الي قصر الرحاب والتقى الأمير عبد الاله ليستطلع منه ما استجد وجرى نقاش حضره الشهيد نوري باشا السعيد واثناء المناقشة أعرب صالح بيك جبر عن استعداده لتقديم الاستقالة إلا أن الأمير عبد الإله طلب منه التريث وعندها ابدى صالح بيك جبر استعداده لاعادة النظام إلى نصابه وهيبة الحكومة إلى سابق منزلتها وعهدها إذا سمح له بحرية التصرف خلال 24 ساعة فأيده بعض الحاضرين كنوري باشا السعيد وخالفه آخرون.[3]
وقد أجمع ممثلي الأحزاب الوطنية ورجال السياسة الذين حضروا الاجتماع على استنكارهم للمعاهدة ومعارضتهم لها، مما جعل عبد الأله يصدر بيانا«صريحا» بعدم ابرام أي معاهدة لا تضمن حقوق الشعب وأمانيه الوطنية فقوبل هذا البيان من أحزاب البرجوازية الوطنية بالأرتياح وسارعت إلى تطمين الشعب ودعوته للخلود والسكينة أما الأحزاب المتحالفة في لجنة التعاون الوطني فقد أعتبرت البيان وسيلة لتخدير الشعب وأسكاته ودعت الجماهير إلى مواصلة التظاهر حتى أسقاط الحكومة التي عقدت المعاهدة وإلغاء المعاهدتين 1930 وبورتسموث إلغاء«تاما». وفي لندن هدد صالح جبر بأنه سيعود إلى بغداد ويقضي على من يقف بوجه الماهدة من مثيري الشغب. بيد أن المظاهرات الصاخبة ظلت تجوب شوارع بغداد تهتف بسقوط الوزارة وألغاء المعاهدة.

## صالح جبر يتحدى الشعب
وصل بغداد صباح يوم 16 يناير 1948 صالح جبر وأعضاء الوفد المفاوض وعقد رئيس الوزراء على الفور اجتماعا«في قصر الرحاب بناء على دعوة الوصي عبد الأله والتمس إمهاله فترة وجيزة لأرجاع الأمور إلى مجاريها واعادة الهدوء والنظام، ولم يلبث أن وجه خطابا» مساء اليوم التالي معلنا«بأنه سيمضي قدما» في ابرام المعاهدة وكبح إرادة الشعب فقابلت جماهير الشعب اصرار صالح جبر وتحديه لإرادتها بتظاهرات صاخبة كبرى حاصرت البلاط الملكي وهي تهتف بسقوط الوزارة وإلغاء المعاهدة وتصغي إلى الجواهري وهو يلقي قصائده الثورية في ساحات بغداد، وفي الباب الشرقي وبجانب تمثال السعدون وقف كامل قزانجي يخاطب الجماهير بأسم لجنة التعاون الوطني ويدعوها إلى مواصلة التظاهر حتى تستقيل حكومة صالح جبر وتلغي المعاهدة على الضد من الأحزاب البرجوازية التي حاولت أقناع الجماهير بالكف عن التظاهر نزولاً عند وعد الوصي عبد الإله. وعندها أدركت الحكومة خطورة الموقف المتأزم رغم القسوة المتناهية في أستعمال الرصاص وسقوط العديد من الشهداء.

## اليوم الذي حسم الموقف
عقد صالح جبر اجتماعًا في مقر وزارة الداخلية تقرر فيه منع أية مظاهرة واستعمال الأسلحة النارية لتفريق المتظاهرين. كما أبرق وزير الداخلية إلى المتصرفيات كافة توصي باستخدام القوة إذا تعذر تفريقها بالعصي. في الوقت نفسه، اتخذت قوات الشرطة مواقعها في أهم المراكز الحساسة في أنحاء العاصمة بغداد. وأصدر صالح بيك جبر بيانًا طلب فيه من المواطنين الخلود إلى الهدوء والسكينة، مشيرًا إلى أن مقدمة منهاج وزارته كانت تعديل المعاهدة العراقية ـ البريطانية بمعاهدة جديدة تضمن للبلاد حقوقها وأمانيها واستقلالها التام. وقد سافر إلى لندن وتوصل إلى عقد معاهدة جديدة، مؤكدًا أن الأمة العراقية ستطلع على شرح بنودها ومراميها بالتفصيل، وعندئذ سيكون للأمة الحكم الفاصل والكلمة الأخيرة في البت في أمرها سلبًا أو إيجابًا.
غير أن المواطنين لم يهتموا ببيان رئيس الوزراء صالح جبر، بل إن القائمين بالحركة المعارضة عقدوا اجتماعًا في دار جعفر حمندي حضره محمد رضا الشبيبي، ومحمد مهدي كبة، وكامل الجادرجي، وحسين جميل، وداخل الشعلان، وعلي ممتاز الدفتري، ونصرة الفارسي، وآخرون. واتفقوا على وجوب الاستمرار في التظاهرات التي تصاعدت وبلغت أوجها يوم 27 كانون الثاني 1948، حين تحولت العاصمة إلى ما يشبه ساحة حرب بعد أن احتلت قوات الشرطة مداخل الطرق، وانطلقت سياراتها المصفحة تجوب الميادين الرئيسة، ونصبت الرشاشات فوق البنايات الشامخة والمساجد، وخاصة منارة جامع حنان في جانب الكرخ ومنارة جامع الاصفية في الرصافة، وأخذت تحصد المتظاهرين فوق جسر المأمون ـ الذي أطلق عليه فيما بعد جسر الشهداء. سقط خلالها عشرات الشهداء ومئات الجرحى. لم تنفع معها محاولات رئيس الوزراء صالح بيك جبر وبياناته التي كانت تدعو المواطنين إلى الهدوء والسكينة، مما اضطر وزارة الداخلية إلى الاستعانة بقوات الجيش للسيطرة على الأوضاع. في الوقت نفسه، قدم العديد من النواب استقالاتهم، بالإضافة إلى استقالة ثلاثة وزراء، هم وزير العدلية جمال بابان، ووزير المالية يوسف رزق الله غنيمة، ووزير الشؤون الاجتماعية جميل عبد الوهاب.
كان ذلك يوم 27 يناير 1948 حيث لم يهدأ للجماهير بال فكانت على موعد مع هذا اليوم... عشرات الألاف من الطلبة والجماهير يتظاهرون، والشرطة قد عبأت قواها وتهيأة لمواجهة الجماهير الغاضبة والتي راحت تزحف من جميع أحياء بغداد بأتجاه شارع الرشيد حيث المجابهات مستمرة بين المتظاهرين والشرطة رغم لعلعة الرصاص. ورئيس الوزراء صالح جبر يهدد ببيان جديد باستعمال كل الوسائل لأخماد صوت الشعب غير أن بيانه هذا أحدث عكس الأثر المطلوب منه فقد زاد الجماهير حماسة وتضحية واستمرت في صفوف متكاتفة ومنظمة ومتفقة على وجوب الحيلولة دون تنفيذ المعاهدة ووجوب اسقاط الوزارة، فكانت مقاومة منظمة تصور أروع صور جلال ارادة الشعب.. حيث سقط عدد من القتلى بينهم جعفر الجواهري وقيس الألوسي وتحولت بغداد إلى ساحة حرب حقيقية، ونصبت الشرطة الرشاشات فوق الأبنية العالية ومأذن الجوامع، وعندما حاول المتظاهرون عبور الجسر العتيك الذي صار يعرف بجسر الشهداء والذي نصبت على جانبيه الرشاشات على مئذنة جامع الآصفية في الرصافة ومئذنة جامع حنان في الكرخ والتي كانت تصب رصاصها على المتظاهرين الذين يحاولون عبور الجسر وتوحيد صفوفهم فقتل وجرح العديد منهم ورغم ذلك واصل المتظاهرون محاولاتهم لعبور الجسر تتقدمهم إحدى الفتيات الشابات صارت تعرف من ذلك الحين بفتاة الجسر حيث ألتقى المتظاهرين بعمال السكك القادمين من الكرخ.
في تلك الساعات حاولت الحكومة أن تقحم الجيش في الأمر فطلب صالح جبر من وزير داخليته توفيق النائب ووكيل وزير الدفاع في حينه بأن ترسل سرية مدرعات مع فوجين من المشاة على وجه السرعة لمساعدة الشرطة لأنقاذ الموقف غير أن هذا الطلب لم يجد صدى لدى قيادة الجيش وأبدى الفريق صالح صائب الجبوري رئيس أركان الجيش آنذاك معارضته لذلك الطلب خوفا" من وقوف الجيش لصالح الجماهير.
في هذه الساعات العصيبة تتعاطف جمعية الصحفيين مع جماهير الشعب فتحتج على تعسف الحكومة. ورئيس المجلس النيابي عبد العزيز القصاب ومعه عشرون نائبًا" هم أعضاء الجبهة الدستورية وغيرهم يقدمون استقالاتهم من المجلس النيابي كذلك فعل بعض الوزراء، وقادة الأحزاب الوطنية، الشيوعي، الاستقلال، الأحرار والوطني الديمقراطي يصدرون بيانا" مشتركا" ينددون بالحكومة ويطالبون بأستقالتها.
من خلال هذا الغليان الشعبي كان الوصي ونوري السعيد ومحمد الصدر يتداولون في ما يمكن أن يؤول إليه الوضع الملتهب.
مما اضطر الأمير عبد الاله إلى ان يكلف السيد محمد الصدر لتشكيل حكومة جديدة تخلف حكومة صالح بيك جبر بعد ان اتصل به رئيس ديوان التشريفات الملكية أحمد مختار بابان وأبلغه بان عدد الوزراء أصبح دون النصاب القانوني وطلب منه تقديم استقالته فقدمها صالح بيك جبر على الفور في رسالة بعث بها إلى الأمير عبد الاله جاء فيها (لقد ظهر من البيانات التي ادلى بها وزير العدلية ووكيل رئيس الوزراء في قصر الرحاب ان اخطاء متعددة وقعت فأدت إلى الوضع الحاضر، ولما شعرت ان بعضاً من الزملاء المحترمين يميل إلى عدم الاستمرار في تحمل المسؤولية رأيت من واجبي ان افسح المجال لسموكم لمعالجة الوضع وذلك باختيار من ترونه لتحمل المسؤولية، وبينما كنت أريد تقديم استقالتي وكانت مهيأة امرتموني سموكم مساء البارحة بضرورة الاستمرار بغية توطيد الأمن ومحافظة على النظام بالدرجة الاولي فامتثلت لامر سموكم وباشرت من فوري باتخاذ الاجراءات التي اعتقد انها تؤدي بالنتيجة إلى القضاء على الاضطرابات والفوضي، فأرى الآن ان لا مناص من ان اتقدم باستقالتي راجيا قبولها)، ومن جانبه الوصي فقد قبل استقالة صالح بيك جبر ورد فيه (إني مع اظهار أسفي لمفارقتكم رئاسة الحكومة اعرب لكم ولزملائكم عن تقديري للجهود القيمة التي بذلتموها لصلاح البلاد)، كما أصدر الوصي الأمير عبد الاله بيانا اذيع من دار الإذاعة اعرب فيه عن اسفه للحوادث المؤسفة التي وقعت والدماء التي اريقت، واعلن عن استقالة وزارة صالح بيك جبر وأكد قبولها وطلب من جميع المواطنين الخلود إلى السكينة والهدوء، وقد قوبل بيان الأمير عبد الاله بالغبطة والسرور من قبل المواطنين حيث انقلبت المآتم إلى افراح وشيعت بغداد في اليوم التالي شهداءها في ما غادر صالح بيك جبر بغداد إلى مضارب اصهاره آل الجريان في الهاشمية بلواء الحلة، ومن هناك أرسل برقية إلى الحكومة الجديدة جاء فيها (أما وقد حيل بيننا وبين افهام الشعب العراقي الكريم حقيقة مشروع معاهدة بورت سموث وما حققته للبلاد من رغبات ومغانم كثيرة اهمها استقلال البلاد استقلالا كليا بكل ما في هذه الكلمة من معنى في شؤونه الداخلية والخارجية واطلاق يده للتصرف في مرافقه الحيوية كالسكك الحديد والميناء التي صارت ملكا خالصا له وألغت معاهدة 1930 المعهودة قبل أوان انتهائها بتسع سنوات، أقول أما وقد حيل بيننا وبين اطلاع الشعب على هذه الحقائق الناصعة بالحركة الرعناء التي دبرتها العناصر المعلومة التي تريد السوء بالبلاد والتي شجعتها جهات لايتسع المجال لذكرها هنا، الحركة التي تعمد مدبروها تفسير المعاهدة تفسيرا مغلوطا قلبوا به الحقائق رأسا على عقب كتفسيرهم مثلا ان الغرض من الدفاع المشترك هو ان يحارب العراقيون خارج العراق دفاعا عن الامبراطورية البريطانية، ألأمر الذي لا وجود له أصلا بقصد الضرب على الوتر الحساس ليتخذو منه سلاحا لاستفزاز الطلاب المعصوبين والسذج من الناس الذين يستحيل عليهم تفهًم هذه الامور، إذ حيل بينها وبين ذلك للأسباب التي تعرفونها لذا أجد أن الواجب الوطني يحتم عليً أن ألفت أنظاركم إلى ضرورة درس مشروع معاهدة (بورت سموث) درسا مليا يمكنكم الاطلاع على حقيقة الامر الواقع والوفد العراقي المفاوض على أتم الاستعداد لايضاح بنود المعاهدة والملحق والكتب ايضاحا كافيا للبرهنة على دحض جميع المفتريات التي لاتمت إلى المعاهدة بصلة ولإثبات ان المعاهدة هي من مصلحة العراق وانه لابد منها لحماية العراق وحفظ كيانه من الغزو الخارجي، وبعد سماع هذه الايضاحات لكم ان تقرروا ماشئتم، أما التسرع باتخاذ قرار ما تحت تأثير هذا الجو المشبع بالدعايات السيئة فمعناه استمرار العمل بمقتضى معاهدة حزيران 1930 وفي هذا نفع لبريطانيا وضرر على العراق، ألأمر الذي لايتفق مع مصلحة العراق بحال من ألأحوال)، هذا هو تاريخ معاهدة بورتسموث ومأسآة ماحدث عام 1948 تلك المأساة التي ذهب ضحيتها العديد من الابرياء نتجية التفسيرات المغلوطة التي قامت بها العناصر التي لم تكن تريد الخير للبلاد من بعض الحركات الشيوعية ومن لف لفها خلال تلك الفترة وبالتحديد بعد ان قام صالح بيك جبر رئيس وزراء العراق آن ذاك بالتوقيع على معاهدة (بورتسموث) مع بريطانيا، تلك المعاهدة التي حققت نصرا للعراق لم يكن ليتحقق لولا الدهاء السياسي الكبير الذي تمتع به صالح بيك جبر، وبدلا من ان يوصف صالح بيك جبر بالإبن البار وصف بالعميل لبريطانيا فهل يوجد عميل يحقق مكاسب لبلده، مفارقة غريبة جدا، أحداث جسيمة رافقت الايام التي تلت توقيع تلك المعاهدة حتى انتهى الأمر برفضها والعودة إلى معاهدة عام 1930 التي كانت مبرمة بين العراق وبريطانيا، تلك المأسآة حدثت بسبب التفسيرات المغلوطة والمغرضة التي تطرقنا اليها آنفا إضافة إلى غياب الوعي الإعلامي لدى الكثير من المواطنين بحيث أصبحوا لقمة سهلة المضغ في فم الانتهازيين والمتصيدين في الماء العكر.
وعلى ضوء ذلك هرب نوري السعيد وصالح جبر وتوفيق السويدي من بغداد وخرج الوصي عبد الإله على الشعب ليلاً ببيان يعلن فيه استقالة حكومة صالح جبر ويدعوه للسكينة دون أن يشير إلى المعاهدة. فقابل الشعب هذا البيان بأبتهاج عظيم وأستمرت الجاهير تعرب عن سرورها بإقالة الوزارة في شوارع بغداد حتى ساعة متأخرة من الليل.
ومن جانب آخر طالب سكرتير الحزب الشيوعي العراقي يوسف سلمان يوسف (فهد) من داخل السجن الحزب لينشر بيانا" يبين فيه المطالب الوطنية وتجنيد الجماهير ودفعها للمطالبة بها بكل الوسائل والطرق الممكنة وأهم ما يمكن التشديد عليه بعد استقالة الحكومة هو إلغاء معاهدتي 1930 وبورتسموث وجلاء الجيوش الأجنبية، والمطالبة بالحريات الديمقراطية وحرية التنظيم النقابي والأقتصاص من وزارة صالح جبر وجهاز الشرطة لسفك دماء أبناء الشعب الأبرياء وحل المجلس النيابي واطلاق سراح السجناء السياسيين وتأليف حكومة وطنية وحل مشكلة الغذاء، وهذا ما قامت به الجماهير وقواها السياسية في معاركها اللاحقة مع السلطة.

## الهامش
^ غفار عفراوي (العراقي سابقا). «معاهدة بورتسموث ومعاهدة العراق الجديد». صدى للدفاع عن الحقوق والحريات.
^ أ ب الحاج جمال (2007-06-13). «في ذكـرى وثبة كانون الثاني / 1948 الوثبة التي قبرت معاهدة بورتسموث». ديوان تكريت.
^ خالد محمد الجنابي (2011-01-07). «63 عاما على معاهدة بورت سموث». جريدة بابل.
‌